# Las Quintanillas
Las Quintanillas és un municipi de la província de Burgos a la comunitat autònoma de Castella i Lleó. Forma part de la comarca d'Alfoz de Burgos. Limita al nord amb Pedrosa de Río Úrbel; al sud amb Hornillos del Camino, Rabé de las Calzadas i Tardajos; a l'est amb Alfoz de Quintanadueñas; i a l'oest amb Villanueva de Argaño.

## Demografia
| 1991 |  | 1996 |  | 2001 |  | 2004 |  | 2007 |
| ---- |  | ---- |  | ---- |  | ---- |  | ---- |
| 339  |  | 356  |  | 353  |  | 372  |  | 386  |